# سنت جیمز (نیویورک)
سنت جیمز (به انگلیسی: St. James) یک منطقهٔ مسکونی در ایالات متحده آمریکا است که در شهرستان سافک، نیویورک واقع شده‌است. سنت جیمز ۱۱٫۸ کیلومتر مربع مساحت و ۱۳٬۳۳۸ نفر جمعیت دارد و ۴۶ متر بالاتر از سطح دریا واقع شده‌است.